# 郎咸平
郎 咸平（ろう かんへい、1956年6月21日 - ）は、台湾出身で中華人民共和国上海市在住のの経済学者。香港中文大学教授。

## 人物
台湾桃園県出身。祖籍は山東省濰坊。東海大学で学士、国立台湾大学で修得碩士号を取得。1986年、ペンシルベニア大学ウォートン・スクールで財務管理博士号を取得。その後ウォートン・スクール、ミシガン州立大学、オハイオ州立大学、ニューヨーク大学、シカゴ大学等で教鞭を執る。2001年から、中国の大型国有企業の財産権改革に焦点を当てた。2004年から上海電視台の経済評論番組「財経郎閒評」に出演、2009年6月からは広東衛視のニュース評論番組「財経郎眼」に出演した。
在住する上海市において2022年3月頃より新型コロナウイルスの陽性者が激増したことから中国政府は3月下旬より上海市に対してロックダウンを実施。同年4月、当時98歳だった実母が体調を崩し病院を訪れたものの新型コロナウイルスの検査結果が出なければ受診はできないと拒まれ、郎咸平自身もロックダウンの影響で病院へのタクシーを拾うことができず、4時間後の検査結果を待つことなく亡くなった母親の臨終に立ち会えなかった。